# Фонд имени Конрада Аденауэра
Фонд Конрада Аденауэра (нем. Konrad-Adenauer-Stiftung e.V.) — фонд, близкий к немецкой партии Христианско-демократический союз. С 1 января 2018 года председателем Фонда Аденауэра является бывший председатель Бундестага Норберт Ламмерт, генеральным секретарём — бывший госсекретарь Федерального министерства образования Михаэль Тилен.

## Возникновение, цели и задачи
Организация образована в 1955 году под руководством Бруно Хека для ведения христианско-демократической просветительской и образовательной работы, с 1964 года носит имя первого федерального канцлера Федеративной Республики Германии Конрада Аденауэра. В стране и за рубежом Фонд Конрада Аденауэра занимается политическим образованием, выступает за укрепление европейской интеграции, способствует развитию искусства и культуры, его стипендиатами становятся одарённые студенты и аспиранты, специалисты фонда документируют и изучают историю развития христианско-демократического движения. Как и другие фонды, близкие к соответствующим политическим партиям, фонд является для своей партии своего рода генератором идей, которые могут быть восприняты обществом и формировать общественное мнение.

## Структура
Помимо штаб-квартиры, расположенной неподалёку от бывшей столицы ФРГ Бонна, у фонда есть два образовательных центра, один во дворце Айххольц в Северном Рейне-Вестфалии, второй во дворце Вендгрэбен в Саксонии — Ангальт, 16 региональных образовательных центров, академия в Берлине, а также международный конгресс — центр Villa la Collina на севере Италии. Изучением истории христианской демократии в Германии и Европе занимается архив христианско-демократической политики с его богатым фондом источников, в том числе и на современных носителях, и специализированной библиотекой с фондом, насчитывающем более 157.000 наименований. В рамках программы поддержки талантливых исследователей существуют стипендии для немецких студентов, специалистов, иностранных исследователей, есть также академия для журналистов.

## Работа фонда в Российской Федерации
За рубежом у фонда есть 67 офисов, помимо финансирования работы по 200 проектам «помощь для самопомощи» в 120 странах, фонд поддерживает близкие по духу политические партии и организации. Когда речь идёт о партнёрах, то имеются в виду христианско-демократические или праволиберальные партии. С начала 1990-х годов Фонд работает в Российской Федерации. Кроме того, в Санкт-Петербурге существует представительство Фонда Аденауэра.
В августе 2024 года Прокуратура РФ присвоила фонду статус организации, деятельность которой нежелательна в РФ.

## Другие немецкие политические фонды
- Фонд Розы Люксембург («Левые»)
- Фонд Курта Лёвенштайля (Социалистическая молодёжь Германии — Фальконы)
- Фонд Фридриха Эберта (Социал-демократическая партия Германии)
- Фонд Генриха Бёлля («Союз 90/Зелёные»)
- Фонд Фридриха Науманна (Свободная демократическая партия)
- Фонд Ханнса Зейделя (Христианско-социальный союз)

## Награды
- Офицер ордена «За заслуги в поощрении прав человека и социальной активности» (23 апреля 2025 года, Румыния)[4]